# Осное
Осное (Осно) — сточное озеро в Псковской области России. Располагается на территории Усвятского района. Относится к бассейну реки Ловати. Исток реки Осница.
Озеро находится на высоте 147 м над уровнем моря, западнее деревни Новая. Площадь водной поверхности — 31,1 га. Наибольшая глубина — 2 м, средняя — 1,4 м. Площадь водосборного бассейна — 1,4 км². Сток идёт на север по реке Осница в озеро Снежье.
В ихтиофауне преобладают следующие виды рыб: щука, плотва, окунь, карась, линь, вьюн.